# Fissistigma elmeri
Fissistigma elmeri är en kirimojaväxtart som beskrevs av Elmer Drew Merrill. Fissistigma elmeri ingår i släktet Fissistigma och familjen kirimojaväxter. Inga underarter finns listade i Catalogue of Life.